# Delecroix
Delecroix war ein belgischer Hersteller von Automobilen.

## Unternehmensgeschichte
Das Unternehmen hatte seinen Sitz an der Rue Stévin 88 in Brüssel. 1897 begann die Entwicklung von Automobilen. Die Produktion lief von 1898 bis 1899. Der Markenname war Delecroix.

## Fahrzeuge
Der Prototyp hatte einen Heckmotor. Das einzige Serienmodell 3 ½ CV war mit einem Einzylindermotor eigener Produktion ausgestattet. Der Motor war vorne im Fahrgestell montiert und trieb über Kette die Hinterachse an. Die Karosserie bot Platz für vier Personen.